# 新奥杯世界囲碁オープン戦
新奥杯世界囲碁オープン戦（しんおくはいせかいいごオープンせん、新奥杯世界围棋公开赛）は、中国で行われる囲碁の国際棋戦。2016年に開始。第1回は中国、日本、韓国、中華台北と主催者推薦の選手と、オープン予選勝ち抜き者が出場し、2017年に決勝戦が行われた。
- 主催 国際囲碁連盟、中国棋牌運動管理センター（中国棋院）、河北省体育局、廊坊市人民政府
- 協力 中国囲棋協会、河北省囲棋協会、廊坊市体育局
- 共催 日本棋院、韓国棋院
- 後援 新奥集団
- 協力ウェブサイト 中国智力運動網、中国棋牌網、新浪体育
- 優勝賞金 220万元

## 方式
- 出場選手は、1回は、中国5、日本・韓国各3、中華台北1、主催者推薦2の14名のシード選手、オープン予選勝抜き者50名（内女子枠2、中老年枠2、世界枠1）の、計64名が出場。第2回以降は前回上位2名がシード、予選枠は48。
- トーナメント戦で行い、ベスト16以降は毎回組み合わせを抽選、準決勝は三番勝負、決勝は五番勝負。
- ルールは中国ルール。コミは7目半。
- 持時間は、予選は各2時間、1分の秒読み5回。本戦は各2時間30分、1分の秒読み5回。[1]

## 過去の優勝者と決勝戦
- 1. 2017年：柯潔（中国） 3-2 彭立尭（中国）

## 第1回
日程
予選は2016年5月に実施。1-3回戦は、2016年11月6-10日に実施。準々決勝は2017年5月7日、準決勝は5月9-12日、決勝戦は12月20-26日に実施。
出場選手
- 各国推薦
  - 中国-柯潔、周睿羊、陳耀燁、古力、連笑
  - 日本-伊田篤史、本木克弥、結城聡
  - 韓国-姜東潤、朴廷桓、申眞諝
  - 中華台北-王元均
  - 主催者推薦-時越、李世ドル[2]
- 予選勝抜（2016年5月に実施）
  - 中国-江維傑、羋昱廷、唐韋星、范廷鈺、檀嘯、彭筌、呉震宇、汪涛、黄雲嵩、李康、舒一笑、鄔光亜、陳玉儂、謝科、范胤、張東嶽、秦悦欣、黄静遠、陳梓健、范蘊若、李喆、王世一、許嘉陽、張維、胡躍峰、胡耀宇、陳賢、彭立尭、李銘、陶欣然、夏晨琨、党毅飛
  - 韓国-金志錫、許映皓、趙漢乗、韓昇周、安国鉉、白洪淅、朴正祥、魏太雄、金起用、卞相壹、安成浚、羅玄
  - 日本-富士田明彦
  - 女子枠-曹又尹、張璇
  - 中老年枠-兪斌、方天豊
  - 世界枠-江鋳久

結果
- 3回戦
  - 周睿羊 - 韓昇周、申眞諝 - 方天豊、彭立尭 - 彭筌、時越 - 姜東潤、柯潔 - 伊田篤史、連笑 - 范蘊若、李喆 - 陳耀燁、壇嘯 - 金起用
- 準々決勝
  - 周睿羊 - 申眞諝、彭立尭 - 時越、柯潔 - 連笑、李喆 - 壇嘯
- 準決勝
  - 彭立尭 2-1 周睿羊、柯潔 2-0 李喆[3]
- 決勝
  - 柯潔 ◯◯××◯ 彭立尭[4]